# Lidija Ryndina
Lidija Dmitrievna Ryndina (17 agosto 1883 – Parigi, 17 novembre 1964) è stata un'attrice russa.

## Filmografia parziale

### Attrice
- Vozmezdie (1916)
- Koldun'ja (1916)
- Razorvannye cepi (1916)